# Ulica 1 Maja w Opolu
Ulica 1 Maja w Opolu - do 1945 r. Zimmerstrasse - jedna z głównych dróg miasta biegnąca równolegle do ul. Ozimskiej, rozpoczyna się na skrzyżowaniu z ul. Krakowską i Korfantego. Charakterystyczne dla tej ulicy jest spora rozbieżność numeracji domów: nieparzyste numery, po północnej stronie jezdni, rosną o wiele szybciej niż po przeciwnej stronie - już w okolicy skrzyżowania z ul. Reymonta numery te wynoszą odpowiednio 25 i 6.